# Sypna sobrina
Sypna sobrina är en fjärilsart som beskrevs av John Henry Leech 1900. Sypna sobrina ingår i släktet Sypna och familjen nattflyn. Inga underarter finns listade i Catalogue of Life.